# Insenatura di Murphy

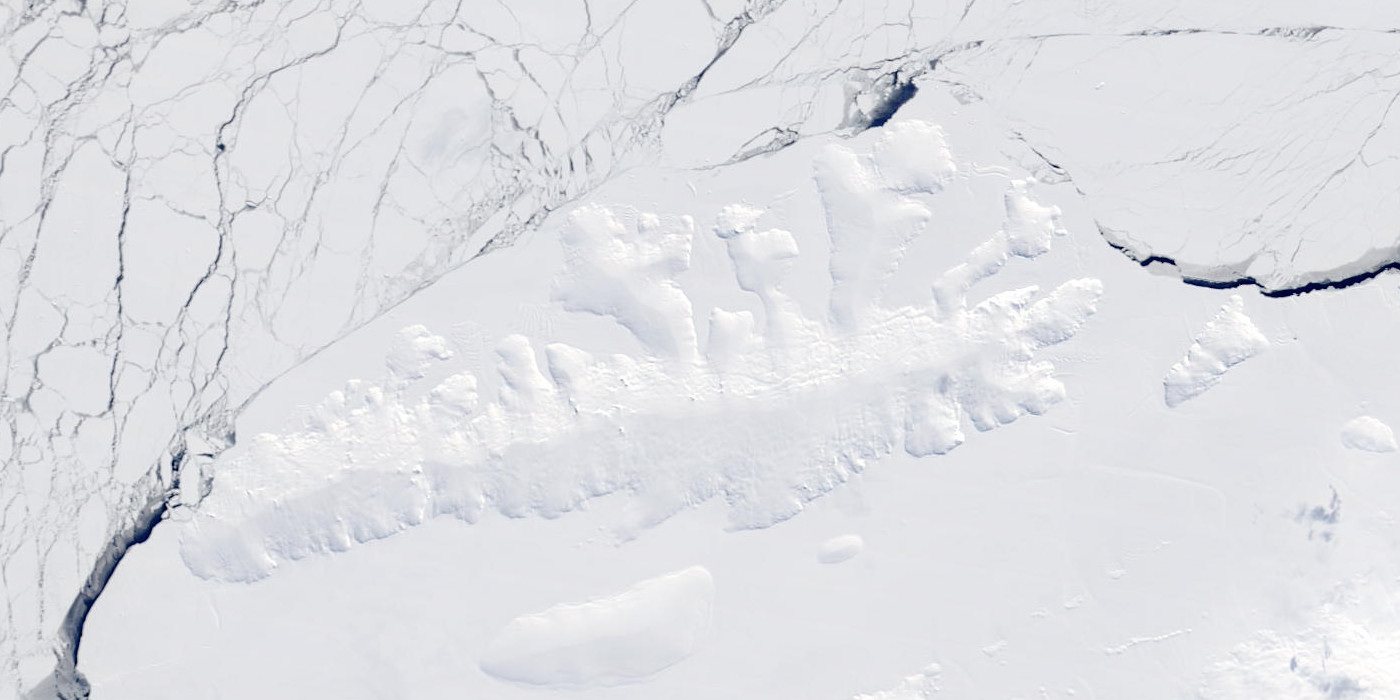
Un'immagine satellitare dell'isola Thurston.

L'insenatura di Murphy è un'insenatura larga circa 5 km all'imboccatura e lunga 33, situata sull'isola Thurston, al largo della costa di Eights, nella Terra di Ellsworth, in Antartide. L'insenatura, che si estende in direzione nord-sud e la cui superficie è completamente ricoperta dai ghiacci, si trova in particolare tra la penisola Noville, a ovest, e la penisola Edwards, a est, e, man mano che si avvicina alla costa si divide in due bracci paralleli che circondano le coste della penisola Ball.

## Storia
L'insenatura di Murphy fu scoperta durante ricognizioni aeree effettuate nel dicembre 1946 nel corso dell'operazione Highjump e fu del tutto mappata nel febbraio 1960 durante voli in elicottero partiti dalla USS Burton Island e dalla USS Glacier  e svolti su quest'area nel corso di una spedizione di ricerca della marina militare statunitense (USN) nel mare di Bellingshausen. Infine, fu così battezzata dal Comitato consultivo dei nomi antartici in onore di Charles J. V. Murph, assistente del retroammiraglio Richard Evelyn Byrd durante la prima missione antartica comandata da quest'ultimo e svolta nel 1928-30.